# 双(3,5,6-三氯-2-正戊氧基羰基苯基)草酸酯
双(3,5,6-三氯-2-正戊氧基羰基苯基)草酸酯（简写：CPPO）是一种有机化合物，可用于荧光棒中。它与过氧化氢作用，可以产生化学发光。

## 性质
CPPO难溶于水，易溶于邻苯二甲酸二烷基酯中。
CPPO-H2O2在一些有机物的存在下可以发光，机理如下：
（苯环上的取代基已省略）

## 储存
CPPO需要在干燥、避光的环境下密封储存。